# Абідоські ієрогліфи

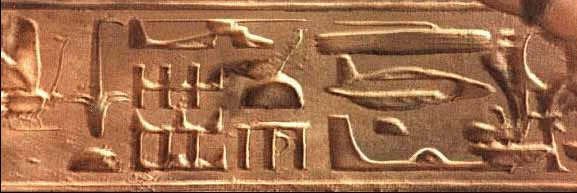
Абідоські ієрогліфи

Абідоські ієрогліфи — ієрогліфи, виявлені в храмі Осіріса стародавнього єгипетського міста Абідос, створені в XIII ст. до н. е. Відомі тим, що нагадують вертоліт, підводний човен, дирижабль і планер.
Насправді це написи, вирізьблені один над іншим, які є іменами фараонів Сеті I та його сина Рамсеса II, за правління яких збудовано храм.

## Загальні відомості
Терміном «Абідоський ієрогліфи» позначають рельєфи, виявлені в XIX столітті на одній з балок першого критого залу храму Осіріса в Абідосі. Розшифрувати їх тоді не вдалося.
Увагу широкого кола було привернуто до них у 1997 році. Тоді дослідниця НЛО доктор Рут Говер (англ. Dr. Ruth McKinley-Hover) опублікувала знімки ієрогліфів в інтернеті. Вона прокоментувала їх як зображення сучасних «технічних об'єктів». Прихильники палеоконтактів взяли ці фотографії для аргументації на захист своїх поглядів про відвідання Землі в минуло іношопланетянами. Також ці написи сприймалися за доказ існування в минулому розвиненої технологічно цивілізації чи свідчення подорожей у часі. Наукова громадськість, навпаки, сприйняла фотографії Абідоських ієрогліфів досить скептично, і навіть поширили висловлювання про їх містифікацію.

## Історія створення

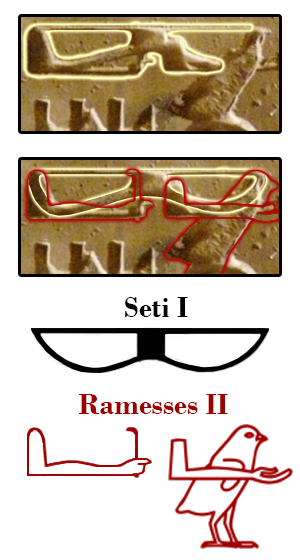
«Вертоліт» утворений накладенням ієрогліфів, які складають імена двох фараонів

Абідоські ієрогліфи знаходяться в храмі, велика частина якого побудована фараоном XIX династії Сеті I. Вони нанесені на правій стороні поздовжнього архітрава з піщанику, розташованого ліворуч над другим за рахунком від входу міжколонним прольотом головного центрального проходу першого залу храму.
Особливістю створення цього залу є те, що його добудова й формування інтер'єру припали на час правління фараона Рамсеса II — сина Сеті I. При цьому використовувалися елементи, заготовлені ще за часів життя Сеті I. Зокрема, встановлено архітрави з написами, що містили імена та титули Сеті I у картуші.

## Результати досліджень
Дослідження Абідоських ієрогліфів показало, що вони являють собою так звані палімпсести. Тобто, імена й титули фараона, який завершив будівництво — Рамсеса II, були нанесені на заштукатурені згадки про його батька, котрий, власне, і розпочав будівництво. Минулі тисячоліття призвели до часткового випадання штукатурки, що перетворило написи на нісенітницю, проте створило ілюзорні образи техніки XX століття.